# Segunda División de Venezuela 2022
La temporada 2022 de la Segunda División de Venezuela, conocida por motivos de patrocinio como la Liga FUTVE 2 fue la 43.ª edición del torneo de segundo nivel del fútbol profesional venezolano.
Comenzó a disputarse el 26 de marzo, con una participación de 20 equipos divididos en 2 grupos en la primera fase, hubo una fase campeonato, un equipo logró el ascenso a la Primera División de Venezuela 2023. El partido de vuelta de la final se jugó el 16 de octubre, coronando así al campeón, Angostura Fútbol Club, logrando el ascenso a la división de oro del fútbol venezolano.

## Sistema de juego
El torneo de Segunda División tuvo la siguiente modalidad:
- Fase regular: 20 equipos se dividieron en dos grupos por su ubicación geográfica; el Grupo Occidental se conformó con diez equipos y el Grupo Oriental también con diez equipos, enfrentándose en formato de ida y vuelta (18 fechas). Los cuatro primeros de cada grupo avanzaron a la Fase Ascenso y los cuatro últimos de cada grupo avanzaron a la Fase Descenso.

- Fase Ascenso: Los ocho equipos clasificados fueron divididos en dos grupos de cuatro equipos por su ubicación en la fase regular, jugaron todos contra todos ida y vuelta (6 fechas), los dos primeros equipos de cada grupo avanzaron a las Semifinales en partidos de ida y vuelta. Los finalistas disputaron el trofeo de la Segunda División en dos partidos de ida y vuelta. El equipo campeón ascendió a la Primera División 2023 siempre y cuando cumplía con los criterios de la licencia de clubes. El orden de los enfrentamientos para las Semifinales fue el siguiente:

- - Llave A: 1.° Grupo A vs. 2.° Grupo B
  - Llave B: 1.° Grupo B vs. 2.° Grupo A

- Fase Descenso: Los ocho equipos clasificados serían divididos en dos grupos de cuatro equipos por su ubicación en la fase de grupos, jugarían todos contra todos ida y vuelta (6 fechas), los dos últimos equipos de cada grupo descenderían a la categoría inmediata inferior del fútbol venezolano, todo esto quedó sin efecto el 31 de agosto de 2022 por decisión de la FVF.

## Equipos participantes

### Ascensos y descensos
| Pos. | Descendidos de Primera División |
| ---- | ------------------------------- |
| 19.º | Yaracuyanos F. C.               |
| 20.º | Lala F. C.                      |
| 21.º | Trujillanos F. C.               |

| Incorporados a Segunda División |
| ------------------------------- |
| Héroes de Falcón                |
| Academia Anzoátegui             |
| Nueva Esparta F. C.             |

| Excluidos de Primera División |
| ----------------------------- |
| Gran Valencia F. C.           |
| Atlético Venezuela            |

### Datos de los equipos

#### Grupo Occidental
| Club                | Ciudad        | Entrenador       | Estadio                     | Aforo  |
| ------------------- | ------------- | ---------------- | --------------------------- | ------ |
| Academia Rey        | Barquisimeto  | Adrián Sánchez   | Farid Richa                 | 12 000 |
| Atlético El Vigía   | El Vigía      | Rodín Duque      | Ramón Hernández             | 12 785 |
| Héroes de Falcón    | Coro          | Freddys González | Ludgerio Correia            | 1500   |
| Llaneros de Guanare | Guanare       | Edson Tortolero  | Rafael Calles Pinto         | 13 000 |
| Rayo Zuliano        | Maracaibo     | Alex García King | Lino Alonso                 | 1000   |
| Real Frontera       | San Cristóbal | Edwin Quilagury  | Cancha Alterna Pueblo Nuevo | 1000   |
| Titanes             | Guanare       | Pástor Márquez   | Rafael Calles Pinto         | 13 000 |
| Trujillanos         | Valera        | Lenin Bastidas   | José Alberto Pérez          | 20 000 |
| Unión Local Andina  | Mérida        | Lenín Díaz       | Guillermo Soto Rosa         | 16 500 |
| Ureña               | Ureña         | Tulio Pinilla    | Humberto Laureano           | 500    |

#### Grupo Centro-Oriente
| Club                | Ciudad         | Entrenador           | Estadio                 | Aforo  |
| ------------------- | -------------- | -------------------- | ----------------------- | ------ |
| Academia Anzoátegui | Puerto La Cruz | Jesús Alonso Cabello | José Antonio Anzoátegui | 37 485 |
| AIFI                | Ciudad Guayana | Sebastián Pulido     | CTE Cachamay            | 41 600 |
| Angostura           | Ciudad Bolívar | José Luis Ciccarelli | Ricardo Tulio Maya      | 2500   |
| Atlético La Cruz    | Maturín        | Edward Leonet        | Monumental de Maturín   | 52 000 |
| Bolívar             | Ciudad Bolívar | Álvaro Valencia      | CTE Cachamay            | 41 600 |
| Deportivo Petare    | Caracas        | Edward Agustín       | Brígido Iriarte         | 9800   |
| Dynamo Puerto       | Puerto La Cruz | Riggie Figueroa      | José Antonio Anzoátegui | 37 485 |
| Libertador          | Maturín        | José Fasciana        | Monumental de Maturín   | 52 000 |
| Nueva Esparta       | Pampatar       | Yosduan Rodríguez    | Cancha La Victoria      | 0      |
| Yaracuyanos         | San Felipe     | Meyder Chourio       | Florentino Oropeza      | 12 000 |

## Fase regular

### Grupo Occidental

#### Clasificación
| Pos. | Equipo              | Pts. | PJ | G | E | P  | GF | GC | Dif. | Clasificación |
| ---- | ------------------- | ---- | -- | - | - | -- | -- | -- | ---- | ------------- |
| 1    | Titanes F. C.       | 35   | 18 | 9 | 8 | 1  | 28 | 16 | +12  | Fase Ascenso  |
| 2    | Rayo Zuliano        | 31   | 18 | 8 | 7 | 3  | 37 | 22 | +15  | Fase Ascenso  |
| 3    | Ureña S. C.         | 29   | 18 | 8 | 5 | 5  | 16 | 21 | −5   | Fase Ascenso  |
| 4    | Héroes de Falcón    | 26   | 18 | 7 | 5 | 6  | 21 | 18 | +3   | Fase Ascenso  |
| 5    | Academia Rey        | 26   | 18 | 7 | 5 | 6  | 21 | 19 | +2   |               |
| 6    | Real Frontera       | 25   | 18 | 8 | 1 | 9  | 18 | 16 | +2   |               |
| 7    | Trujillanos F. C.   | 24   | 18 | 5 | 9 | 4  | 20 | 15 | +5   |               |
| 8    | Atlético El Vigía   | 21   | 18 | 5 | 6 | 7  | 20 | 19 | +1   |               |
| 9    | ULA F. C.           | 18   | 18 | 5 | 3 | 10 | 19 | 28 | −9   |               |
| 10   | Llaneros de Guanare | 9    | 18 | 2 | 3 | 13 | 10 | 36 | −26  |               |

 Fuente: Liga FUTVE 2

#### Evolución de la clasificación
| Equipo / Fecha      | 1  | 2  | 3  | 4  | 5  | 6  | 7  | 8  | 9  | 10 | 11 | 12 | 13 | 14 | 15 | 16 | 17 | 18 |
| ------------------- | -- | -- | -- | -- | -- | -- | -- | -- | -- | -- | -- | -- | -- | -- | -- | -- | -- | -- |
| Titanes F. C.       | 9  | 6  | 2  | 4  | 2  | 1  | 1  | 3  | 3  | 2  | 1  | 1  | 1  | 2  | 2  | 1  | 1  | 1  |
| Rayo Zuliano        | 3  | 4  | 1  | 2  | 1  | 4  | 2  | 1  | 1  | 1  | 2  | 2  | 2  | 1  | 1  | 2  | 2  | 2  |
| Ureña S. C.         | 6  | 2  | 7  | 8  | 9  | 7  | 7  | 7  | 8  | 6  | 7  | 7  | 5  | 4  | 3  | 3  | 3  | 3  |
| Héroes de Falcón    | 2  | 3  | 6  | 6  | 4  | 3  | 4  | 4  | 4  | 4  | 3  | 3  | 3  | 3  | 4  | 5  | 4  | 4  |
| Academia Rey        | 1  | 5  | 4  | 5  | 3  | 2  | 3  | 2  | 2  | 3  | 4  | 4  | 4  | 7  | 5  | 6  | 5  | 5  |
| Real Frontera       | 4  | 10 | 5  | 1  | 5  | 5  | 5  | 5  | 6  | 8  | 6  | 6  | 7  | 5  | 7  | 8  | 7  | 6  |
| Trujillanos F. C.   | 5  | 1  | 3  | 3  | 6  | 6  | 6  | 6  | 5  | 5  | 5  | 5  | 6  | 6  | 6  | 4  | 6  | 7  |
| Atlético El Vigía   | 7  | 9  | 10 | 10 | 10 | 10 | 8  | 8  | 7  | 7  | 8  | 8  | 8  | 8  | 8  | 7  | 8  | 8  |
| ULA F. C.           | 10 | 7  | 9  | 7  | 8  | 9  | 10 | 9  | 9  | 9  | 9  | 9  | 9  | 9  | 9  | 9  | 9  | 9  |
| Llaneros de Guanare | 8  | 8  | 8  | 9  | 7  | 8  | 9  | 10 | 10 | 10 | 10 | 10 | 10 | 10 | 10 | 10 | 10 | 10 |

#### Resultados
- Los horarios corresponden al huso horario de Venezuela (UTC-4).

| Real Frontera       | 1 - 1 | Ureña S. C.       | Cancha Alterna Pueblo Nuevo | 26 de marzo | 15:30 |
| Héroes de Falcón    | 1 - 1 | Rayo Zuliano      | Ludgero Correia             | 26 de marzo | 17:00 |
| Academia Rey        | 1 - 1 | Trujillanos F. C. | Farid Richa                 | 27 de marzo | 15:00 |
| Llaneros de Guanare | 0 - 0 | Titanes F. C.     | Rafael Calles Pinto         | 27 de marzo | 16:00 |
| Atlético El Vigía   | 0 - 0 | ULA F. C.         | Ramón Hernández             | 27 de marzo | 16:00 |

| Ureña S. C.       | 2 - 1 | Llaneros de Guanare | Humberto Laureano   | 2 de abril | 16:00 |
| Trujillanos F. C. | 2 - 0 | Real Frontera       | José Alberto Pérez  | 2 de abril | 16:00 |
| Titanes F. C.     | 1 - 1 | Rayo Zuliano        | Rafael Calles Pinto | 2 de abril | 16:00 |
| ULA F. C.         | 0 - 0 | Academia Rey        | Guillermo Soto Rosa | 3 de abril | 11:00 |
| Atlético El Vigía | 0 - 1 | Héroes de Falcón    | Ramón Hernández     | 3 de abril | 16:00 |

| Real Frontera       | 4 - 0 | ULA F. C.         | Cancha Alterna Pueblo Nuevo | 9 de abril  | 15:30 |
| Héroes de Falcón    | 0 - 2 | Titanes F. C.     | Ludgero Correia             | 9 de abril  | 17:00 |
| Llaneros de Guanare | 0 - 0 | Trujillanos F. C. | Rafael Calles Pinto         | 10 de abril | 16:00 |
| Rayo Zuliano        | 6 - 0 | Ureña S. C.       | Lino Alonso                 | 10 de abril | 17:00 |
| Academia Rey        | 2 - 1 | Atlético El Vigía | Farid Richa                 | 10 de abril | 17:00 |

| Trujillanos F. C. | 2 - 2 | Rayo Zuliano        | José Alberto Pérez  | 23 de abril | 16:00 |
| Ureña S. C.       | 0 - 0 | Titanes F. C.       | Humberto Laureano   | 23 de abril | 16:00 |
| ULA F. C.         | 2 - 1 | Llaneros de Guanare | Guillermo Soto Rosa | 24 de abril | 11:00 |
| Atlético El Vigía | 0 - 1 | Real Frontera       | Ramón Hernández     | 24 de abril | 16:00 |
| Academia Rey      | 0 - 0 | Héroes de Falcón    | Farid Richa         | 24 de abril | 17:00 |

| Titanes F. C.       | 3 - 1 | Trujillanos F. C. | Rafael Calles Pinto         | 30 de abril | 16:00 |
| Real Frontera       | 0 - 1 | Academia Rey      | Cancha Alterna Pueblo Nuevo | 30 de abril | 16:00 |
| Héroes de Falcón    | 3 - 0 | Ureña S. C.       | Ludgero Correia             | 30 de abril | 17:00 |
| Llaneros de Guanare | 2 - 1 | Atlético El Vigía | Rafael Calles Pinto         | 1 de mayo   | 16:00 |
| Rayo Zuliano        | 3 - 0 | ULA F. C.         | Lino Alonso                 | 1 de mayo   | 17:00 |

| Real Frontera     | 0 - 1 | Héroes de Falcón    | Cancha Alterna Pueblo Nuevo | 7 de mayo | 16:00 |
| Trujillanos F. C. | 0 - 0 | Ureña S. C.         | José Alberto Pérez          | 7 de mayo | 16:00 |
| ULA F. C.         | 1 - 3 | Titanes F. C.       | Guillermo Soto Rosa         | 8 de mayo | 11:00 |
| Atlético El Vigía | 3 - 1 | Rayo Zuliano        | Ramón Hernández             | 8 de mayo | 16:00 |
| Academia Rey      | 4 - 1 | Llaneros de Guanare | Farid Richa                 | 8 de mayo | 17:00 |

| Ureña S. C.         | 2 - 1 | ULA F. C.         | Humberto Laureano   | 14 de mayo | 16:00 |
| Titanes F. C.       | 0 - 0 | Atlético El Vigía | Rafael Calles Pinto | 14 de mayo | 16:00 |
| Héroes de Falcón    | 1 - 2 | Trujillanos F. C. | Ludgero Correia     | 14 de mayo | 17:00 |
| Llaneros de Guanare | 0 - 1 | Real Frontera     | Rafael Calles Pinto | 15 de mayo | 16:00 |
| Rayo Zuliano        | 1 - 0 | Academia Rey      | Lino Alonso         | 16 de mayo | 17:00 |

| Real Frontera       | 2 - 3 | Rayo Zuliano      | Cancha Alterna Pueblo Nuevo | 21 de mayo | 16:00 |
| ULA F. C.           | 1 - 0 | Trujillanos F. C. | Guillermo Soto Rosa         | 22 de mayo | 11:00 |
| Llaneros de Guanare | 0 - 0 | Héroes de Falcón  | Rafael Calles Pinto         | 22 de mayo | 16:00 |
| Atlético El Vigía   | 5 - 1 | Ureña S. C.       | Ramón Hernández             | 22 de mayo | 16:00 |
| Academia Rey        | 2 - 1 | Titanes F. C.     | Farid Richa                 | 22 de mayo | 17:00 |

| Titanes F. C.     | 2 - 1 | Real Frontera       | Rafael Calles Pinto | 28 de mayo | 16:00 |
| Trujillanos F. C. | 0 - 0 | Atlético El Vigía   | José Alberto Pérez  | 29 de mayo | 16:00 |
| Ureña S. C.       | 1 - 3 | Academia Rey        | Humberto Laureano   | 29 de mayo | 16:00 |
| Rayo Zuliano      | 2 - 0 | Llaneros de Guanare | Lino Alonso         | 29 de mayo | 17:00 |
| Héroes de Falcón  | 2 - 1 | ULA F. C.           | Ludgero Correia     | 29 de mayo | 17:00 |

| Real Frontera       | 0 - 1 | Titanes F. C.     | Cancha Alterna Pueblo Nuevo | 11 de junio | 16:00 |
| ULA F. C.           | 1 - 1 | Héroes de Falcón  | Guillermo Soto Rosa         | 12 de junio | 11:00 |
| Atlético El Vigía   | 0 - 0 | Trujillanos F. C. | Ramón Hernández             | 12 de junio | 16:00 |
| Llaneros de Guanare | 2 - 3 | Rayo Zuliano      | Rafael Calles Pinto         | 12 de junio | 16:00 |
| Academia Rey        | 0 - 1 | Ureña S. C.       | Farid Richa                 | 12 de junio | 17:00 |

| Titanes F. C.     | 1 - 0 | Academia Rey        | Rafael Calles Pinto | 18 de junio | 16:00 |
| Ureña S. C.       | 0 - 0 | Atlético El Vigía   | Humberto Laureano   | 18 de junio | 16:00 |
| Trujillanos F. C. | 3 - 1 | ULA F. C.           | José Alberto Pérez  | 18 de junio | 16:00 |
| Héroes de Falcón  | 6 - 0 | Llaneros de Guanare | Ludgero Correia     | 19 de junio | 17:00 |
| Rayo Zuliano      | 0 - 1 | Real Frontera       | Lino Alonso         | 19 de junio | 17:00 |

| Real Frontera     | 2 - 0 | Llaneros de Guanare | Cancha Alterna Pueblo Nuevo | 2 de julio | 15:00 |
| Trujillanos F. C. | 2 - 0 | Héroes del Falcón   | José Alberto Pérez          | 2 de julio | 16:00 |
| ULA F. C.         | 0 - 1 | Ureña S. C.         | Guillermo Soto Rosa         | 3 de julio | 11:00 |
| Atlético El Vigía | 1 - 1 | Titanes F. C.       | Ramón Hernández             | 3 de julio | 16:00 |
| Academia Rey      | 1 - 1 | Rayo Zuliano        | Farid Richa                 | 3 de julio | 16:00 |

| Titanes F. C.       | 2 - 1 | ULA F. C.         | Rafael Calles Pinto | 9 de julio  | 16:00 |
| Ureña S. C.         | 1 - 0 | Trujillanos F. C. | Humberto Laureano   | 9 de julio  | 16:00 |
| Llaneros de Guanare | 2 - 1 | Academia Rey      | Rafael Calles Pinto | 10 de julio | 16:00 |
| Héroes de Falcón    | 1 - 0 | Real Frontera     | Ludgero Correia     | 10 de julio | 17:00 |
| Rayo Zuliano        | 4 - 0 | Atlético El Vigía | Lino Alonso         | 10 de julio | 17:00 |

| Ureña S. C.       | 4 - 0 | Héroes de Falcón    | Humberto Laureano   | 16 de julio | 16:00 |
| Trujillanos F. C. | 2 - 2 | Titanes F. C.       | José Alberto Pérez  | 16 de julio | 16:00 |
| ULA F. C.         | 1 - 2 | Rayo Zuliano        | Guillermo Soto Rosa | 17 de julio | 11:00 |
| Atlético El Vigía | 3 - 0 | Llaneros de Guanare | Ramón Hernández     | 17 de julio | 16:00 |
| Academia Rey      | 0 - 2 | Real Frontera       | Farid Richa         | 17 de julio | 16:00 |

| Real Frontera       | 0 - 1 | Atlético El Vigía | Cancha Alterna Pueblo Nuevo | 23 de julio | 16:00 |
| Titanes F. C.       | 0 - 0 | Ureña S. C.       | Rafael Calles Pinto         | 23 de julio | 16:00 |
| Llaneros de Guanare | 0 - 2 | ULA F. C.         | Rafael Calles Pinto         | 24 de julio | 16:00 |
| Héroes de Falcón    | 0 - 1 | Academia Rey      | Ludgero Correia             | 24 de julio | 17:00 |
| Rayo Zuliano        | 1 - 1 | Trujillanos F. C. | Lino Alonso                 | 24 de julio | 17:00 |

| Titanes F. C.     | 2 - 1 | Héroes de Falcón    | Rafael Calles Pinto | 30 de julio | 16:00 |
| Ureña S. C.       | 1 - 0 | Rayo Zuliano        | Humberto Laureano   | 30 de julio | 16:00 |
| Trujillanos F. C. | 3 - 0 | Llaneros de Guanare | José Alberto Pérez  | 30 de julio | 16:00 |
| ULA F. C.         | 3 - 1 | Real Frontera       | Guillermo Soto Rosa | 31 de julio | 11:00 |
| Atlético El Vigía | 4 - 2 | Academia Rey        | Ramón Hernández     | 31 de julio | 16:00 |

| Héroes de Falcón    | 1 - 0 | Atlético El Vigía | Ludgero Correia             | 7 de agosto | 16:00 |
| Academia Rey        | 2 - 1 | ULA F. C.         | Farid Richa                 | 7 de agosto | 16:00 |
| Real Frontera       | 1 - 0 | Trujillanos F. C. | Cancha Alterna Pueblo Nuevo | 7 de agosto | 16:00 |
| Llaneros de Guanare | 0 - 1 | Ureña S. C.       | Rafael Calles Pinto         | 7 de agosto | 16:00 |
| Rayo Zuliano        | 4 - 4 | Titanes F. C.     | Lino Alonso                 | 7 de agosto | 16:00 |

| Rayo Zuliano      | 2 - 2 | Héroes de Falcón    | Lino Alonso         | 13 de agosto | 16:00 |
| Titanes F. C.     | 3 - 1 | Llaneros de Guanare | Rafael Calles Pinto | 13 de agosto | 16:00 |
| Ureña S. C.       | 0 - 1 | Real Frontera       | Humberto Laureano   | 13 de agosto | 16:00 |
| Trujillanos F. C. | 1 - 1 | Academia Rey        | José Alberto Pérez  | 13 de agosto | 16:00 |
| ULA F. C.         | 3 - 1 | Atlético El Vigía   | Guillermo Soto Rosa | 13 de agosto | 16:00 |

### Grupo Centro-Oriental

#### Clasificación
| Pos. | Equipo              | Pts. | PJ | G  | E | P  | GF | GC | Dif. | Clasificación |
| ---- | ------------------- | ---- | -- | -- | - | -- | -- | -- | ---- | ------------- |
| 1    | Atlético La Cruz    | 34   | 18 | 9  | 7 | 2  | 22 | 11 | +11  | Fase Ascenso  |
| 2    | Yaracuyanos F. C.   | 34   | 18 | 10 | 4 | 4  | 28 | 18 | +10  |               |
| 3    | Academia Anzoátegui | 30   | 18 | 9  | 3 | 6  | 30 | 16 | +14  | Fase Ascenso  |
| 4    | Angostura F. C.     | 27   | 18 | 7  | 6 | 5  | 23 | 18 | +5   | Fase Ascenso  |
| 5    | Deportivo Petare    | 25   | 18 | 6  | 7 | 5  | 15 | 13 | +2   | Fase Ascenso  |
| 6    | Bolívar S. C.       | 25   | 18 | 6  | 7 | 5  | 20 | 21 | −1   |               |
| 7    | AIFI                | 22   | 18 | 6  | 4 | 8  | 18 | 21 | −3   |               |
| 8    | Nueva Esparta F. C. | 21   | 18 | 5  | 6 | 7  | 14 | 20 | −6   |               |
| 9    | Libertador F. C.    | 15   | 18 | 3  | 6 | 9  | 13 | 23 | −10  |               |
| 10   | Dynamo Puerto       | 10   | 18 | 2  | 4 | 12 | 12 | 34 | −22  |               |

 Fuente: Liga FUTVE 2
Notas:
1. ↑  Yaracuyanos no cumplió con los requisitos de la FVF para disputar la fase ascenso, por tanto su cupo fue cedido al quinto clasificado de esta tabla.

#### Evolución de la clasificación
| Equipo / Fecha      | 1  | 2  | 3  | 4  | 5  | 6  | 7  | 8  | 9  | 10 | 11 | 12 | 13 | 14 | 15 | 16 | 17 | 18 |
| ------------------- | -- | -- | -- | -- | -- | -- | -- | -- | -- | -- | -- | -- | -- | -- | -- | -- | -- | -- |
| Atlético La Cruz    | 8  | 5  | 5  | 3  | 4  | 4  | 3  | 1  | 2  | 2  | 2  | 3  | 3  | 3  | 3  | 2  | 2  | 1  |
| Yaracuyanos F. C.   | 7  | 3  | 2  | 1  | 1  | 1  | 1  | 2  | 3  | 3  | 3  | 2  | 2  | 1  | 1  | 1  | 1  | 2  |
| Academia Anzoátegui | 1  | 6  | 6  | 7  | 7  | 2  | 2  | 3  | 1  | 1  | 1  | 1  | 1  | 2  | 2  | 3  | 3  | 3  |
| Angostura F. C.     | 2  | 1  | 3  | 4  | 5  | 5  | 5  | 5  | 9  | 8  | 8  | 9  | 5  | 5  | 6  | 4  | 4  | 4  |
| Deportivo Petare    | 5  | 4  | 4  | 2  | 2  | 6  | 6  | 7  | 6  | 6  | 6  | 5  | 7  | 7  | 7  | 5  | 6  | 5  |
| Bolívar S. C.       | 4  | 8  | 7  | 8  | 8  | 8  | 8  | 8  | 5  | 7  | 7  | 7  | 4  | 4  | 4  | 6  | 5  | 6  |
| AIFI                | 6  | 7  | 9  | 9  | 9  | 9  | 9  | 9  | 7  | 9  | 9  | 6  | 8  | 8  | 8  | 8  | 7  | 7  |
| Nueva Esparta F. C. | 9  | 9  | 8  | 6  | 3  | 3  | 4  | 4  | 4  | 5  | 4  | 4  | 6  | 6  | 5  | 7  | 8  | 8  |
| Libertador F. C.    | 3  | 2  | 1  | 5  | 6  | 7  | 7  | 6  | 8  | 4  | 5  | 8  | 9  | 9  | 9  | 9  | 9  | 9  |
| Dynamo Puerto       | 10 | 10 | 10 | 10 | 10 | 10 | 10 | 10 | 10 | 10 | 10 | 10 | 10 | 10 | 10 | 10 | 10 | 10 |

#### Resultados
- Los horarios corresponden al huso horario de Venezuela (UTC-4).

| Yaracuyanos F. C.   | 0 - 0 | Deportivo Petare    | Florentino Oropeza      | 26 de marzo | 15:30 |
| Academia Anzoátegui | 3 - 0 | Dynamo Puerto       | José Antonio Anzoátegui | 26 de marzo | 16:00 |
| Angostura F. C.     | 3 - 1 | Nueva Esparta F. C. | Ricardo Tulio Maya      | 27 de marzo | 17:00 |
| Libertador F. C.    | 1 - 0 | Atlético La Cruz    | Monumental de Maturín   | 28 de marzo | 17:00 |
| Fundación AIFI      | 0 - 0 | Bolívar S. C.       | Ricardo Tulio Maya      | 28 de marzo | 17:00 |

| Nueva Esparta F. C. | 0 - 2 | Yaracuyanos F. C.   | Dynamo La Victoria    | 2 de abril | 15:00 |
| Deportivo Petare    | 1 - 0 | Fundación AIFI      | Brígido Iriarte       | 2 de abril | 15:00 |
| Angostura F. C.     | 2 - 0 | Academia Anzoátegui | Ricardo Tulio Maya    | 2 de abril | 17:00 |
| Bolívar S. C.       | 0 - 2 | Libertador F. C.    | Cachamay              | 2 de abril | 17:00 |
| Atlético La Cruz    | 3 - 0 | Dynamo Puerto       | Monumental de Maturín | 3 de abril | 17:00 |

| Yaracuyanos F. C.   | 1 - 0 | Angostura F. C.     | Florentino Oropeza      | 9 de abril  | 15:30 |
| Academia Anzoátegui | 0 - 0 | Atlético La Cruz    | José Antonio Anzoátegui | 9 de abril  | 16:00 |
| Libertador F. C.    | 1 - 1 | Deportivo Petare    | Monumental de Maturín   | 9 de abril  | 17:00 |
| Dynamo Puerto       | 0 - 1 | Bolívar S. C.       | José Antonio Anzoátegui | 10 de abril | 16:00 |
| Fundación AIFI      | 0 - 1 | Nueva Esparta F. C. | Cachamay                | 10 de abril | 17:00 |

| Nueva Esparta F. C. | 3 - 1 | Libertador F. C.    | Dynamo La Victoria | 23 de abril | 15:00 |
| Yaracuyanos F. C.   | 4 - 1 | Academia Anzoátegui | Florentino Oropeza | 23 de abril | 15:30 |
| Deportivo Petare    | 3 - 0 | Dynamo Puerto       | Brígido Iriarte    | 23 de abril | 15:30 |
| Angostura F. C.     | 0 - 0 | Fundación AIFI      | Ricardo Tulio Maya | 23 de abril | 17:00 |
| Bolívar S. C.       | 0 - 2 | Atlético La Cruz    | Cachamay           | 25 de abril | 17:00 |

| Academia Anzoátegui | 2 - 1 | Bolívar S. C.       | José Antonio Anzoátegui | 30 de abril | 16:00 |
| Libertador F. C.    | 0 - 0 | Angostura F. C.     | Monumental de Maturín   | 30 de abril | 17:00 |
| Dynamo Puerto       | 0 - 1 | Nueva Esparta F. C. | José Antonio Anzoátegui | 1 de mayo   | 16:00 |
| Atlético La Cruz    | 0 - 0 | Deportivo Petare    | Monumental de Maturín   | 1 de mayo   | 17:00 |
| Fundación AIFI      | 0 - 1 | Yaracuyanos F. C.   | Cachamay                | 1 de mayo   | 17:00 |

| Angostura F. C.     | 1 - 1 | Dynamo Puerto       | Ricardo Tulio Maya | 7 de mayo | 15:00 |
| Yaracuyanos F. C.   | 1 - 1 | Libertador F. C.    | Florentino Oropeza | 7 de mayo | 15:30 |
| Nueva Esparta F. C. | 0 - 0 | Atlético La Cruz    | Dynamo La Victoria | 7 de mayo | 15:30 |
| Deportivo Petare    | 0 - 2 | Bolívar S. C.       | Brígido Iriarte    | 8 de mayo | 15:00 |
| Fundación AIFI      | 0 - 2 | Academia Anzoátegui | Cachamay           | 8 de mayo | 17:00 |

| Academia Anzoátegui | 2 - 0 | Deportivo Petare    | José Antonio Anzoátegui | 14 de mayo | 16:00 |
| Bolívar S. C.       | 0 - 0 | Nueva Esparta F. C. | Cachamay                | 14 de mayo | 17:00 |
| Libertador F. C.    | 2 - 4 | Fundación AIFI      | Monumental de Maturín   | 14 de mayo | 17:00 |
| Dynamo Puerto       | 1 - 1 | Yaracuyanos F. C.   | José Antonio Anzoátegui | 15 de mayo | 16:00 |
| Atlético La Cruz    | 2 - 1 | Angostura F. C.     | Monumental de Maturín   | 15 de mayo | 17:00 |

| Nueva Esparta F. C. | 1 - 0 | Deportivo Petare    | Dynamo La Victoria    | 21 de mayo | 15:00 |
| Yaracuyanos F. C.   | 1 - 3 | Atlético La Cruz    | Florentino Oropeza    | 21 de mayo | 15:30 |
| Libertador F. C.    | 0 - 0 | Academia Anzoátegui | Monumental de Maturín | 21 de mayo | 17:00 |
| Angostura F. C.     | 2 - 2 | Bolívar S. C.       | Ricardo Tulio Maya    | 21 de mayo | 17:00 |
| Fundación AIFI      | 3 - 1 | Dynamo Puerto       | Cachamay              | 22 de mayo | 17:00 |

| Deportivo Petare    | 2 - 1 | Angostura F. C.     | Brígido Iriarte         | 28 de mayo | 15:00 |
| Academia Anzoátegui | 2 - 1 | Nueva Esparta F. C. | José Antonio Anzoátegui | 28 de mayo | 16:00 |
| Bolívar S. C.       | 3 - 0 | Yaracuyanos F. C.   | Cachamay                | 28 de mayo | 17:00 |
| Dynamo Puerto       | 1 - 1 | Libertador F. C.    | José Antonio Anzoátegui | 29 de mayo | 16:00 |
| Atlético La Cruz    | 1 - 2 | Fundación AIFI      | Monumental de Maturín   | 29 de mayo | 17:00 |

| Nueva Esparta F. C. | 0 - 2 | Academia Anzoátegui | Dynamo La Victoria    | 11 de junio | 15:00 |
| Yaracuyanos F. C.   | 3 - 0 | Bolívar S. C.       | Florentino Oropeza    | 11 de junio | 15:30 |
| Angostura F. C.     | 0 - 0 | Deportivo Petare    | Ricardo Tulio Maya    | 11 de junio | 17:00 |
| Libertador F. C.    | 2 - 0 | Dynamo Puerto       | Monumental de Maturín | 11 de junio | 17:00 |
| Fundación AIFI      | 0 - 1 | Atlético La Cruz    | Cachamay              | 12 de junio | 17:00 |

| Deportivo Petare    | 1 - 1 | Nueva Esparta F. C. | Brígido Iriarte         | 18 de junio | 15:00 |
| Academia Anzoátegui | 3 - 0 | Libertador F. C.    | José Antonio Anzoátegui | 18 de junio | 16:00 |
| Dynamo Puerto       | 3 - 2 | Fundación AIFI      | José Antonio Anzoátegui | 19 de junio | 16:00 |
| Atlético La Cruz    | 1 - 1 | Yaracuyanos F. C.   | Monumental de Maturín   | 19 de junio | 16:00 |
| Bolívar S. C.       | 2 - 2 | Angostura F. C.     | Cachamay                | 20 de junio | 17:00 |

| Deportivo Petare    | 0 - 0 | Academia Anzoátegui | Brígido Iriarte    | 2 de julio | 15:00 |
| Nueva Esparta F. C. | 1 - 1 | Bolívar S. C.       | Dynamo La Victoria | 2 de julio | 15:00 |
| Yaracuyanos F. C.   | 1 - 0 | Dynamo Puerto       | Florentino Oropeza | 2 de julio | 15:30 |
| Angostura F. C.     | 1 - 2 | Atlético La Cruz    | Ricardo Tulio Maya | 2 de julio | 17:00 |
| Fundación AIFI      | 1 - 0 | Libertador F. C.    | Cachamay           | 3 de julio | 17:00 |

| Academia Anzoátegui | 3 - 0 | Fundación AIFI      | José Antonio Anzoátegui | 9 de julio  | 16:00 |
| Libertador F. C.    | 0 - 2 | Yaracuyanos F. C.   | Monumental de Maturín   | 9 de julio  | 17:00 |
| Bolívar S. C.       | 1 - 0 | Deportivo Petare    | Cachamay                | 9 de julio  | 17:00 |
| Dynamo Puerto       | 0 - 1 | Angostura F. C.     | José Antonio Anzoátegui | 10 de julio | 16:00 |
| Atlético La Cruz    | 1 - 0 | Nueva Esparta F. C. | Monumental de Maturín   | 10 de julio | 17:00 |

| Deportivo Petare    | 1 - 1 | Atlético La Cruz    | Brígido Iriarte    | 16 de julio | 15:00 |
| Nueva Esparta F. C. | 2 - 1 | Dynamo Puerto       | Dynamo La Victoria | 16 de julio | 15:00 |
| Yaracuyanos F. C.   | 2 - 1 | Fundación AIFI      | Florentino Oropeza | 16 de julio | 15:30 |
| Bolívar S. C.       | 1 - 0 | Academia Anzoátegui | Cachamay           | 16 de julio | 17:00 |
| Angostura F. C.     | 1 - 0 | Libertador F. C.    | Ricardo Tulio Maya | 16 de julio | 17:00 |

| Academia Anzoátegui | 1 - 2 | Yaracuyanos F. C.   | José Antonio Anzoátegui | 23 de julio | 16:00 |
| Libertador F. C.    | 1 - 1 | Nueva Esparta F. C. | Monumental de Maturín   | 23 de julio | 17:00 |
| Dynamo Puerto       | 0 - 1 | Deportivo Petare    | José Antonio Anzoátegui | 24 de julio | 16:00 |
| Fundación AIFI      | 1 - 0 | Angostura F. C.     | Cachamay                | 24 de julio | 17:00 |
| Atlético La Cruz    | 2 - 2 | Bolívar S. C.       | Monumental de Maturín   | 24 de julio | 17:00 |

| Deportivo Petare    | 2 - 0 | Libertador F. C.    | Brígido Iriarte       | 30 de julio | 15:00 |
| Nueva Esparta F. C. | 1 - 1 | Fundación AIFI      | Dynamo La Victoria    | 30 de julio | 15:00 |
| Angostura F. C.     | 4 - 3 | Yaracuyanos F. C.   | Ricardo Tulio Maya    | 30 de julio | 17:00 |
| Atlético La Cruz    | 2 - 1 | Academia Anzoátegui | Monumental de Maturín | 31 de julio | 17:00 |
| Bolívar S. C.       | 1 - 3 | Dynamo Puerto       | Cachamay              | 31 de julio | 17:00 |

| Academia Anzoátegui | 1 - 2 | Angostura F. C.     | José Antonio Anzoátegui | 7 de agosto | 16:00 |
| Yaracuyanos F. C.   | 2 - 0 | Nueva Esparta F. C. | Florentino Oropeza      | 7 de agosto | 16:00 |
| Fundación AIFI      | 2 - 1 | Deportivo Petare    | Cachamay                | 7 de agosto | 16:00 |
| Libertador F. C.    | 1 - 2 | Bolívar S. C.       | Monumental de Maturín   | 7 de agosto | 16:00 |
| Dynamo Puerto       | 0 - 0 | Atlético La Cruz    | Francisco Massiani      | 7 de agosto | 16:00 |

| Dynamo Puerto       | 1 - 7 | Academia Anzoátegui | José Antonio Anzoátegui | 13 de agosto | 16:00 |
| Atlético La Cruz    | 1 - 0 | Libertador F. C.    | Monumental de Maturín   | 13 de agosto | 16:00 |
| Bolívar S. C.       | 1 - 1 | Fundación AIFI      | Cachamay                | 13 de agosto | 16:00 |
| Deportivo Petare    | 2 - 1 | Yaracuyanos F. C.   | Brígido Iriarte         | 13 de agosto | 16:00 |
| Nueva Esparta F. C. | 0 - 2 | Angostura F. C.     | Dynamo La Victoria      | 13 de agosto | 16:00 |

## Fase Ascenso

### Grupo A

#### Clasificación
| Pos. | Equipo           | Pts. | PJ | G | E | P | GF | GC | Dif. | Clasificación |
| ---- | ---------------- | ---- | -- | - | - | - | -- | -- | ---- | ------------- |
| 1    | Angostura F. C.  | 12   | 6  | 4 | 0 | 2 | 9  | 4  | +5   | Semifinales   |
| 2    | Deportivo Petare | 11   | 6  | 3 | 2 | 1 | 11 | 4  | +7   | Semifinales   |
| 3    | Titanes F. C.    | 8    | 6  | 2 | 2 | 2 | 6  | 6  | 0    |               |
| 4    | Ureña S. C.      | 2    | 6  | 0 | 2 | 4 | 5  | 17 | −12  |               |

 Fuente: Liga FUTVE 2

#### Evolución de la clasificación
| Equipo / Fecha   | 1 | 2 | 3 | 4 | 5 | 6 |
| ---------------- | - | - | - | - | - | - |
| Angostura F. C.  | 1 | 1 | 1 | 1 | 1 | 1 |
| Deportivo Petare | 2 | 2 | 2 | 2 | 2 | 2 |
| Titanes F. C.    | 4 | 4 | 3 | 3 | 3 | 3 |
| Ureña S. C.      | 3 | 3 | 4 | 4 | 4 | 4 |

#### Resultados
- Los horarios corresponden al huso horario de Venezuela (UTC-4).

| Angostura F. C. | 2 - 0 | Titanes F. C.    | Ricardo Tulio Maya | 28 de agosto | 16:00 |
| Ureña S. C.     | 2 - 2 | Deportivo Petare | Humberto Laureano  | 31 de agosto | 16:00 |

| Titanes F. C. | 0 - 0 | Deportivo Petare | Rafael Calles Pinto | 3 de septiembre | 16:00 |
| Ureña S. C.   | 0 - 1 | Angostura F. C.  | Humberto Laureano   | 3 de septiembre | 16:00 |

| Deportivo Petare | 2 - 1 | Angostura F. C. | Brígido Iriarte     | 10 de septiembre | 15:00 |
| Titanes F. C.    | 3 - 2 | Ureña S. C.     | Rafael Calles Pinto | 10 de septiembre | 16:00 |

| Ureña S. C.     | 1 - 1 | Titanes F. C.    | Humberto Laureano  | 14 de septiembre | 16:00 |
| Angostura F. C. | 1 - 0 | Deportivo Petare | Ricardo Tulio Maya | 14 de septiembre | 16:00 |

| Deportivo Petare | 1 - 0 | Titanes F. C. | Brígido Iriarte    | 18 de septiembre | 16:00 |
| Angostura F. C.  | 4 - 0 | Ureña S. C.   | Ricardo Tulio Maya | 18 de septiembre | 16:00 |

| Deportivo Petare | 6 - 0 | Ureña S. C.     | Brígido Iriarte     | 22 de septiembre | 16:00 |
| Titanes F. C.    | 2 - 0 | Angostura F. C. | Rafael Calles Pinto | 22 de septiembre | 16:00 |

### Grupo B

#### Clasificación
| Pos. | Equipo              | Pts. | PJ | G | E | P | GF | GC | Dif. | Clasificación |
| ---- | ------------------- | ---- | -- | - | - | - | -- | -- | ---- | ------------- |
| 1    | Academia Anzoátegui | 11   | 6  | 3 | 2 | 1 | 5  | 2  | +3   | Semifinales   |
| 2    | Atlético La Cruz    | 11   | 6  | 3 | 2 | 1 | 4  | 1  | +3   | Semifinales   |
| 3    | Héroes de Falcón    | 10   | 6  | 3 | 1 | 2 | 6  | 6  | 0    |               |
| 4    | Rayo Zuliano        | 1    | 6  | 0 | 1 | 5 | 2  | 8  | −6   |               |

 Fuente: Liga FUTVE 2

#### Evolución de la clasificación
| Equipo / Fecha      | 1 | 2 | 3 | 4 | 5 | 6 |
| ------------------- | - | - | - | - | - | - |
| Academia Anzoátegui | 2 | 2 | 2 | 1 | 3 | 1 |
| Atlético La Cruz    | 1 | 1 | 1 | 2 | 1 | 2 |
| Héroes de Falcón    | 4 | 4 | 3 | 3 | 2 | 3 |
| Rayo Zuliano        | 3 | 3 | 4 | 4 | 4 | 4 |

#### Resultados
- Los horarios corresponden al huso horario de Venezuela (UTC-4).

| Academia Anzoátegui | 0 - 0 | Rayo Zuliano     | José Antonio Anzoátegui | 28 de agosto | 16:00 |
| Héroes de Falcón    | 0 - 1 | Atlético La Cruz | Ludgero Correia         | 28 de agosto | 17:00 |

| Academia Anzoátegui | 3 - 0 | Héroes de Falcón | José Antonio Anzoátegui | 4 de septiembre | 16:00 |
| Atlético La Cruz    | 2 - 0 | Rayo Zuliano     | Monumental de Maturín   | 4 de septiembre | 17:00 |

| Rayo Zuliano     | 0 - 1 | Héroes de Falcón    | Lino Alonso             | 10 de septiembre | 17:00 |
| Atlético La Cruz | 0 - 0 | Academia Anzoátegui | José Antonio Anzoátegui | 10 de septiembre | 17:00 |

| Academia Anzoátegui | 1 - 0 | Atlético La Cruz | José Antonio Anzoátegui | 14 de septiembre | 16:00 |
| Héroes de Falcón    | 3 - 2 | Rayo Zuliano     | Ludgero Correia         | 14 de septiembre | 17:00 |

| Héroes de Falcón | 2 - 0 | Academia Anzoátegui | Ludgero Correia | 18 de septiembre | 16:00 |
| Rayo Zuliano     | 0 - 1 | Atlético La Cruz    | Lino Alonso     | 18 de septiembre | 16:00 |

| Rayo Zuliano     | 0 - 1 | Academia Anzoátegui | Lino Alonso             | 22 de septiembre | 16:00 |
| Atlético La Cruz | 0 - 0 | Héroes de Falcón    | José Antonio Anzoátegui | 22 de septiembre | 16:00 |

### Play-offs

#### Cuadro de desarrollo
|  | Semifinales                                       | Semifinales                                       | Semifinales                                       | Semifinales                                       | Semifinales                                       |   |                 | Final                                     | Final                                     | Final                                     | Final                                     | Final                                     |  |
|  | 28 y 29 de septiembre (ida) 2 de octubre (vuelta) | 28 y 29 de septiembre (ida) 2 de octubre (vuelta) | 28 y 29 de septiembre (ida) 2 de octubre (vuelta) | 28 y 29 de septiembre (ida) 2 de octubre (vuelta) | 28 y 29 de septiembre (ida) 2 de octubre (vuelta) |   |                 | 9 de octubre (ida) 16 de octubre (vuelta) | 9 de octubre (ida) 16 de octubre (vuelta) | 9 de octubre (ida) 16 de octubre (vuelta) | 9 de octubre (ida) 16 de octubre (vuelta) | 9 de octubre (ida) 16 de octubre (vuelta) |  |
|  |                                                   |                                                   |                                                   |                                                   |                                                   |   |                 |                                           |                                           |                                           |                                           |                                           |  |
|  |                                                   |                                                   |                                                   |                                                   |                                                   |   |                 |                                           |                                           |                                           |                                           |                                           |  |
|  | Angostura F. C.                                   | Angostura F. C.                                   | 1                                                 | 0                                                 | 1 (4)                                             |   |                 |                                           |                                           |                                           |                                           |                                           |  |
|  | Angostura F. C.                                   | Angostura F. C.                                   | 1                                                 | 0                                                 | 1 (4)                                             |   |                 |                                           |                                           |                                           |                                           |                                           |  |
|  | Atlético La Cruz                                  | Atlético La Cruz                                  | 0                                                 | 1                                                 | 1 (3)                                             |   |                 |                                           |                                           |                                           |                                           |                                           |  |
|  | Atlético La Cruz                                  | Atlético La Cruz                                  | 0                                                 | 1                                                 | 1 (3)                                             |   | Angostura F. C. | Angostura F. C.                           | 1                                         | 3                                         | 4                                         |                                           |  |
|  |                                                   |                                                   |                                                   |                                                   |                                                   |   | Angostura F. C. | Angostura F. C.                           | 1                                         | 3                                         | 4                                         |                                           |  |
|  |                                                   |                                                   | Academia Anzoátegui                               | Academia Anzoátegui                               | 1                                                 | 1 | 2               |                                           |                                           |                                           |                                           |                                           |  |
|  | Academia Anzoátegui                               | Academia Anzoátegui                               | Academia Anzoátegui                               | Academia Anzoátegui                               | 1                                                 | 1 | 2               | 2                                         | 2                                         | 4                                         |                                           |                                           |  |
|  | Academia Anzoátegui                               | Academia Anzoátegui                               |                                                   |                                                   |                                                   |   |                 | 2                                         | 2                                         | 4                                         |                                           |                                           |  |
|  | Deportivo Petare                                  | Deportivo Petare                                  | 0                                                 | 0                                                 | 0                                                 |   |                 |                                           |                                           |                                           |                                           |                                           |  |
|  | Deportivo Petare                                  | Deportivo Petare                                  | 0                                                 | 0                                                 | 0                                                 |   |                 |                                           |                                           |                                           |                                           |                                           |  |
|  |                                                   |                                                   |                                                   |                                                   |                                                   |   |                 |                                           |                                           |                                           |                                           |                                           |  |

#### Semifinales
- La hora de cada encuentro corresponde al huso horario que rige a Venezuela (UTC-4).

| Ida; 29 de septiembre | Atlético La Cruz | 0 – 1   | Angostura F. C. | Estadio Monumental, Maturín    |                                |
| 10:00                 |                  | Reporte | Lovera 63'      | Árbitro(s): Juan Carlos Cabeza | Árbitro(s): Juan Carlos Cabeza |

| Vuelta; 2 de octubre | Angostura F. C. | 0 – 1 (4 – 3 p.)(Global 1 – 1) | Atlético La Cruz | Estadio Ricardo Tulio Maya, Ciudad Bolívar |                            |
| 18:30                |                 | Reporte                        | Arráez 71'       | Árbitro(s): Yorman Delgado                 | Árbitro(s): Yorman Delgado |

| Ida; 28 de septiembre | Deportivo Petare | 0 – 2   | Academia Anzoátegui      | Estadio Brígido Iriarte, Caracas |                       |
| 15:00                 |                  | Reporte | - Gómez 8' - Jiménez 58' | Árbitro(s): José Maya            | Árbitro(s): José Maya |

| Vuelta; 2 de octubre | Academia Anzoátegui | 2 – 0 (Global 4 – 0) | Deportivo Petare | Estadio José Antonio Anzoátegui, Puerto La Cruz |                           |
| 16:00                | Gómez 45+2', 84'    | Reporte              |                  | Árbitro(s): Ángel Arteaga                       | Árbitro(s): Ángel Arteaga |

#### Final
- La hora de cada encuentro corresponde al huso horario que rige a Venezuela (UTC-4).

| Ida; 9 de octubre | Angostura F. C. | 1 – 1   | Academia Anzoátegui | Estadio Ricardo Tulio Maya, Ciudad Bolívar |                         |
| 16:00             | Mendoza 20'     | Reporte | Bravo 8'            | Árbitro(s): José Argote                    | Árbitro(s): José Argote |

| Vuelta; 16 de octubre | Academia Anzoátegui | 1 – 3 (Global 2 – 4) | Angostura F. C.                         | Estadio José Antonio Anzoátegui, Puerto La Cruz |                            |
| 15:00                 | Arismendi 45+3'     | Reporte              | - Pérez 56' - Mendoza 60' - Virgüez 87' | Árbitro(s): Alexis Herrera                      | Árbitro(s): Alexis Herrera |

|                                     |
| Bandera de Venezuela                |
| Campeón Angostura F. C. 1.er título |